# Mori Rammaru

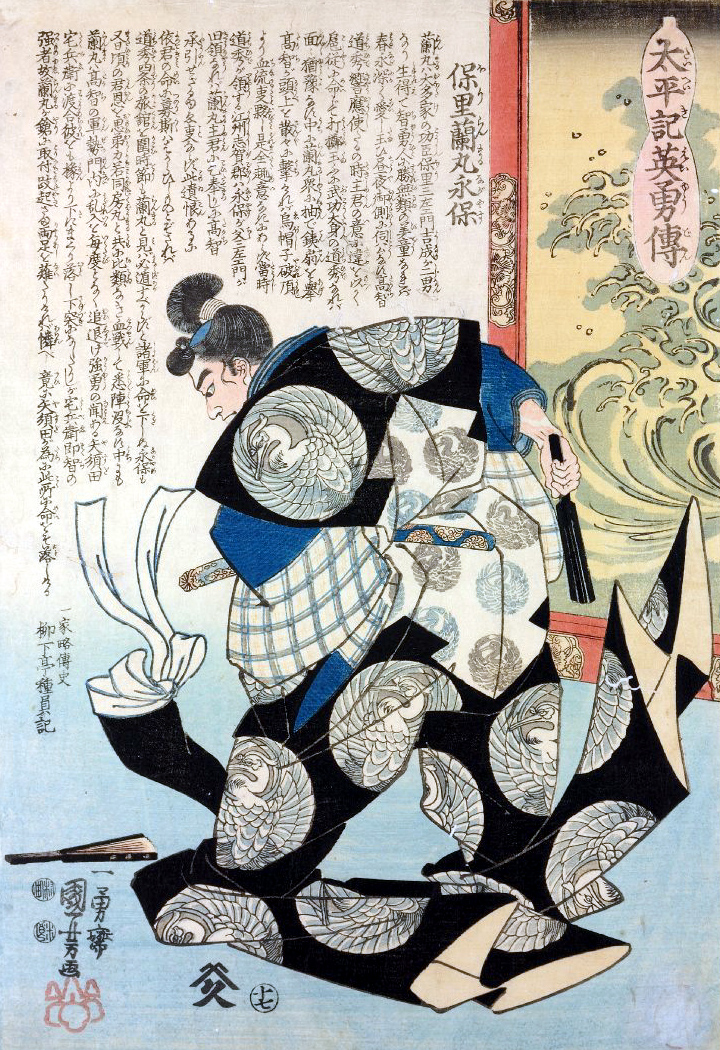
Mori Rammaru

Mori Rammaru (japanisch 森 蘭丸; geboren 1565 in Kanayama (Provinz Mino); gestorben 21. Juni 1582 in Kyōto) war ein japanischer Adeliger und Gefolgsmann von Oda Nobunaga.

## Leben und Wirken
Mori Rammaru war der dritte Sohn von Mori Yoshinari (森 可成; 1523–1570). Seine Mutter war Myokōni (妙向尼), die Tochter von Hayashi Michiyasu (林 通安; ?–1553). Sein älterer Bruder war Nagayoshi (森 長可; 1558–1584), sein jüngerer Bruder war Tadamasa (森 忠政; 1570–1634).  Von Kindheit an diente er Nobunaga als enger Diener und wurde von ihm sehr geschätzt. Aufzeichnungen wie „Nobunaga Kōki“ (信長公記) weisen darauf hin, dass Nobunaga ab etwa 1579 als Vermittler bei der Vergabe von Belohnungen an seine Vasallen auftrat und dass er auch ein wichtiger Künstler war.
Was Moris richtigen Namen betrifft, so gibt es eine auf dem „Kansei Chōshū Shokefu“ (寛政重修諸家譜) basierende Theorie, dass er ein Zeichen aus Nobunagas Nachnamen übernommen und sich Nagasada (長定) genannt hat, aber in einem in den Kongōji-Dokumenten (金剛寺文書) erhaltenen Brief heißt er „Mori Rannaritoshi“ (森 乱成利). Darüber hinaus weist die Tatsache, dass derselbe Brief eine Anlage zu Nobunagas schwarzem Siegelbrief war, darauf hin, dass er auch als dessen Kabanbugyō (加判奉行) diente, also als Bevollmächtigter zum Siegeln von Dokumenten.
Am 20. April 1581 erhielt Mori in der Provinz Ōmi Eigentum im Werte von 500 Koku, und im März 1582, nach dem Sturz des Takeda-Klans (武田氏), 50.000 Koku aus der Mino-Goldmine. Im Juni desselben Jahres, während des Honnōji-Zwischenfalls, ergriff er einen Speer und kämpfte zur Verteidigung Nobunagas. Er wurde zusammen mit seinen jüngeren Brüdern Bomaru (森 坊丸) und Rikimaru (森 力丸) von Nobunaga getötet. Er war erst 17 Jahre alt.